# Björken, Värmland
Björken är en sjö i Sunne kommun i Värmland och ingår i Göta älvs huvudavrinningsområde. Sjön är 2,1 meter djup, har en yta på 1,11 kvadratkilometer och är belägen 63 meter över havet. Sjön avvattnas av vattendraget Björka älv (Björknan). Vid provfiske har bland annat abborre, björkna, braxen och gers fångats i sjön.

## Delavrinningsområde
Björken ingår i det delavrinningsområde (664509-135472) som SMHI kallar för Utloppet av Björken. Medelhöjden är 135 meter över havet och ytan är 28,13 kvadratkilometer. Räknas de 15 avrinningsområdena uppströms in blir den ackumulerade arean 234,4 kvadratkilometer. Björka älv (Björknan) som avvattnar avrinningsområdet har biflödesordning 3, vilket innebär att vattnet flödar genom totalt 3 vattendrag innan det når havet efter 331 kilometer. Avrinningsområdet består mestadels av skog (52 procent), öppen mark (15 procent) och jordbruk (24 procent). Avrinningsområdet har 1,11 kvadratkilometer vattenytor vilket ger det en sjöprocent på 3,9 procent.

## Fisk
Vid provfiske har följande fisk fångats i sjön:
- Abborre
- Björkna
- Braxen
- Gärs
- Gädda
- Löja
- Mört